# Loboa loboi
Loboa loboi är en svampart som först beskrevs av Fonseca & Leão, och fick sitt nu gällande namn av Cif., P.C. Azevedo, Campos & Carneiro 1956. Loboa loboi ingår i släktet Loboa och familjen Ajellomycetaceae.   Inga underarter finns listade i Catalogue of Life.